# Грбови зависних територија УК
Грбови зависних територија Уједињеног Краљевства су званичне хералдичке инсигније зависних територија суверене државе Уједињено Краљевство, а све зависне територије се дијеле у двије групе, и то на:
- Британске прекоморске територије, и
- Крунски посједи

## Британске прекоморске територије
- Грб
 Акротирија и Декелије
- Грб
 Ангвиле
- Грб
 Асенсиона
- Грб
 Бермуда
- Грб
 Британске Антарктичке територије
- Грб
 Британских Девичанских Острва
- Грб
 Британске територије Индијског океана
- Грб
 Гибралтара
- Грб
 Јужне Џорџије и Јужних Сендвичких Острва
- Грб
 Монтсерата
- Грб
 Острва Питкерн
- Грб
 Свете Јелене
- Грб
 Тристан да Куње
- Грб
 Фолкландских Острва

## Крунски посједи
- Грб
 Гернзија
- Грб
 Џерзија
- Грб
 Острва Мен

## Локације британских зависних територија и крунских посједа
|  | Уједињено Краљевство Британске прекоморске територије Крунски посједи |